# Alba di gloria
Alba di gloria (Young Mr. Lincoln) è un film del 1939 diretto da John Ford che narra un episodio della giovinezza di Abramo Lincoln prima di diventare presidente.

## Trama
Lasciata la cittadina di New Salem, Lincoln si trasferisce a Springfield dove usa le proprie capacità di avvocato per il bene della comunità. Riuscirà anche a dimostrare l'innocenza di due giovani fratelli accusati di omicidio prima che la folla intervenga per linciarli.

## Produzione
Le riprese del film durarono da inizio marzo a metà aprile 1939.

## Distribuzione
Il copyright del film, richiesto dalla Twentieth Century-Fox Film Corp., fu registrato il 9 giugno 1939 con il numero LP9148.

### Riconoscimenti
Il film fu nominato all'Oscar per la migliore sceneggiatura (Lamar Trotti).
Nel 1939 il National Board of Review of Motion Pictures l'ha inserito nella lista dei migliori dieci film dell'anno.
Nel 2003 è stato scelto per la conservazione nel National Film Registry della Biblioteca del Congresso degli Stati Uniti.